# Надзвукова сепарація газу
Надзвукова сепарація газу (від англ. англ. super sonic separation) — новітня технологія, призначена для відділення цільових компонентів з природних газів. Технологія базується на охолоджуванні природного газу в надзвуковому закрученому потоці газу. Потім компоненти відокремлють в циклонному сепараторі.
Надзвуковий газовий сепаратор складається з кількох послідовних секцій у трубчастому вигляді, зазвичай це ділянки труби на фланцях. Природний газ (що складається, принаймні, з двох компонентів) спочатку надходить у секцію з розташуванням статичних лопаток або крил, що індукує швидкий виток газу. Після цього газовий потік протікає через сопло Лаваля, де він прискорюється до надзвукових швидкостей і зазнає глибокого падіння тиску до приблизно 30 % від тиску подачі. Це майже ізоентропійний процес, і відповідне зменшення температури призводить до конденсації цільових компонентів змішаного поданого газу, який утворює тонкий туман. Краплі агломеруються до більших крапель, а вихри газу спричиняють циклонне розділення.
Суперзвуковий газовий сепаратор у багатьох випадках може бути на 10-20 % ефективнішим, ніж турбодетандер.
Суперзвуковий сепаратор має менший розмір і меншу вагу, ніж турбодетандерний або ректифікаційна колона.
Для цього сепаратора потрібні менші капітальні інвестиції та нижчі експлуатаційні витрати, оскільки він повністю статичний.

## Інтернет-ресурси
- Відео